# Interleuchina 30
L'interleuchina 30 o IL-30 è una proteina classificata come citochina facente parte del gruppo delle interleuchine. Dal peso molecolare di circa 28 000 dalton, ha una struttura molto simile a quella dell'interleuchina 6; più precisamente, IL-30 costituisce una delle due catene eterodimeriche dell'interleuchina 27, per cui è anche denominata IL-27p28. Il gene che codifica per l'interleuchina 30 è situato nel braccio corto del cromosoma 16, precisamente nel locus genico 16p11.
L'interleuchina 30 è coinvolta in alcuni processi di segnalazione cellulare nell'ambito del mantenimento della risposta infiammatoria; sembra inoltre essere in grado di stimolare l'attività delle cellule natural killer e, conseguentemente, di aumentare la produzione di interferone gamma. È inoltre in grado di indurre la produzione di immunoglobuline di classe IgG (in particolare le sottoclassi IgG1c e IgG2c) e di classe IgM, coinvolte rispettivamente nel mantenimento dell'immunità a infezione conclusa e nella risposta immunitaria diretta in caso di infezione acuta.
IL-30 è di comune riscontro nel carcinoma della prostata e in quello del seno, dove può ritrovarsi espressa anche in quantità piuttosto abbondanti sia dalle cellule neoplastiche che dai globuli bianchi coinvolti nell'eventuale risposta infiammatoria locale; in particolare, i leucociti che esprimono l'interleuchina 30 in concentrazioni maggiori sono le cellule della linea mieloide, ossia soprattutto i granulociti (eosinofili e basofili) e i monociti.
Si sta studiando l'eventuale applicazione dell'interleuchina 30 nella terapia immunosoppressiva in pazienti affetti da malattie autoimmuni o da sindromi infiammatorie sistemiche particolarmente gravi. IL-30 potrebbe essere anche usata come bersaglio molecolare nell'ambito dell'immunoterapia antitumorale.